# Ghiacciaio De Haven
Il ghiacciaio De Haven (in inglese De Haven Glacier) è un ampio ghiacciaio situato sulla costa Banzare, nella parte orientale della Terra di Wilkes, in Antartide. Il ghiacciaio, il cui punto più alto si trova a più di 270 m s.l.m., fluisce verso nord fino a entrare nell'angolo sud-occidentale della baia Porpoise.

## Storia
Il ghiacciaio De Haven è stato mappato per la prima volta nel 1955 da G. D. Blodgett grazie a fotografie aeree scattate durante l'operazione Highjump (1946-1947), ed è stato in seguito così battezzato dal Comitato consultivo dei nomi antartici in onore di Edwin De Haven, membro dell'equipaggio del Vincennes, uno sloop facente parte della spedizione di Wilkes (1838-1842), ufficialmente conosciuta come "United States Exploring Expedition" e comandata da Charles Wilkes.